# Leerlingenparticipatie
Leerlingenparticipatie is de inspraak van  leerlingen in het (voortgezet) onderwijs. Dit gebeurt vaak in een leerlingenraad of medezeggenschapsraad. Echter, ook andere vormen van participatie als klankbordgroepen of docentenbeoordeling winnen aan populariteitsprot. 
In Vlaanderen is de inspraak van leerlingen op de middelbare school vastgelegd in een participatiedecreet (2004). Dit decreet werd in 2014 aangepast. In Nederland is dit alleen in de medezeggenschapsraad het geval. In 2006 heeft het Landelijk Aktie Komitee Scholieren (LAKS) in Nederland onderzoek naar leerlingenparticipatie gedaan. Verrassend was dat 74% van de leerlingen meer inspraak wou.

## Vertegenwoordiging
Actief participerende leerlingen worden op nationaal niveau door de scholierenorganisaties vertegenwoordigd. Dit zijn de Vlaamse Scholierenkoepel (VSK) en het LAKS.